# Paula Jensen
Paula Jensen (* 28. September 1980; geborene Mikkelsen) ist eine färöische Fußballspielerin, die auch für die Nationalmannschaft zum Einsatz kam.

## Verein
Jensen spielte seit ihrer Jugend bei KÍ Klaksvík. Mit 210 Erstligaspielen ist sie eine der erfolgreichsten des Vereins. Ihr Debüt gab sie am neunten Spieltag der Saison 1995 im Alter von 14 Jahren bei der 0:3-Auswärtsniederlage gegen EB Eiði. In ihrer ersten Saison absolvierte sie fünf Spiele, ein Jahr darauf wurde Jensen nicht mehr eingesetzt und befand sich nur in einem Spiel auf der Bank. Ab 1997 zählte sie zu den Stammspielern und gewann gemeinsam mit Rannvá Andreasen, Malena Josephsen, Annelisa Justesen, Bára Klakstein und Ragna Patawary die Meisterschaft, während das Pokalfinale mit 1:5 gegen B36 Tórshavn verloren wurde. In dieser Saison schoss sie am zweiten Spieltag beim 6:3-Heimsieg gegen B68 Toftir ihre ersten drei Tore. 1999 unterlag KÍ im Pokalfinale erneut mit 3:4 nach Verlängerung gegen HB Tórshavn, ehe 2000 das Double aus Meisterschaft und Pokal durch ein 2:0 gegen HB Tórshavn gelang. Es folgten elf weitere Meistertitel sowie acht Pokalsiege, unter anderem auch mit Katrina Akursmørk, Oddrún Danielsen, Olga Kristina Hansen, Eyðvør Klakstein, Fríðrún Olsen, Maria Thomsen und Randi Wardum, wobei Jensen 2012 für ein Jahr und nach der Saison 2013 für mehrere Jahre pausierte. Seit 2018 tritt sie für 07 Vestur an, mit denen sie 2020 als Zweitplatzierter der 1. Deild den Aufstieg in die höchste Spielklasse erreichte.

### Europapokal
In der UEFA Women’s Champions League bestritt sie 31 Spiele, das erste davon 2001/02 in der Vorrunde beim 2:1-Sieg gegen USC Landhaus Wien. Zum letzten Einsatz kam sie 2011/12 bei der 0:5-Niederlage gegen Glasgow City LFC. Ein Tor gelang ihr in den Europapokalspielen nicht.

## Nationalmannschaft
Trotz ihrer Erfahrung gab Jensen erst am 24. Februar 2010 gemeinsam mit Sigrid Jacobsen und Ansy Jakobsen ihr Debüt für die Nationalmannschaft der Färöer während des Algarve-Cups beim Spiel gegen Portugal in Parchal, welches mit 0:5 verloren wurde. Sie wurde in der 70. Minute für Sigrid Jacobsen eingewechselt. Ihr letztes Spiel absolvierte sie am 8. März 2011 bei der 0:1-Niederlage im EM-Qualifikationsspiel gegen Georgien.

## Erfolge
- 14× Färöischer Meister: 1997, 2000, 2001, 2002, 2003, 2004, 2005, 2006, 2007, 2008, 2009, 2010, 2011, 2013
- 10× Färöischer Pokalsieger: 2000, 2002, 2003, 2004, 2006, 2007, 2008, 2010, 2011, 2013